# Танграм

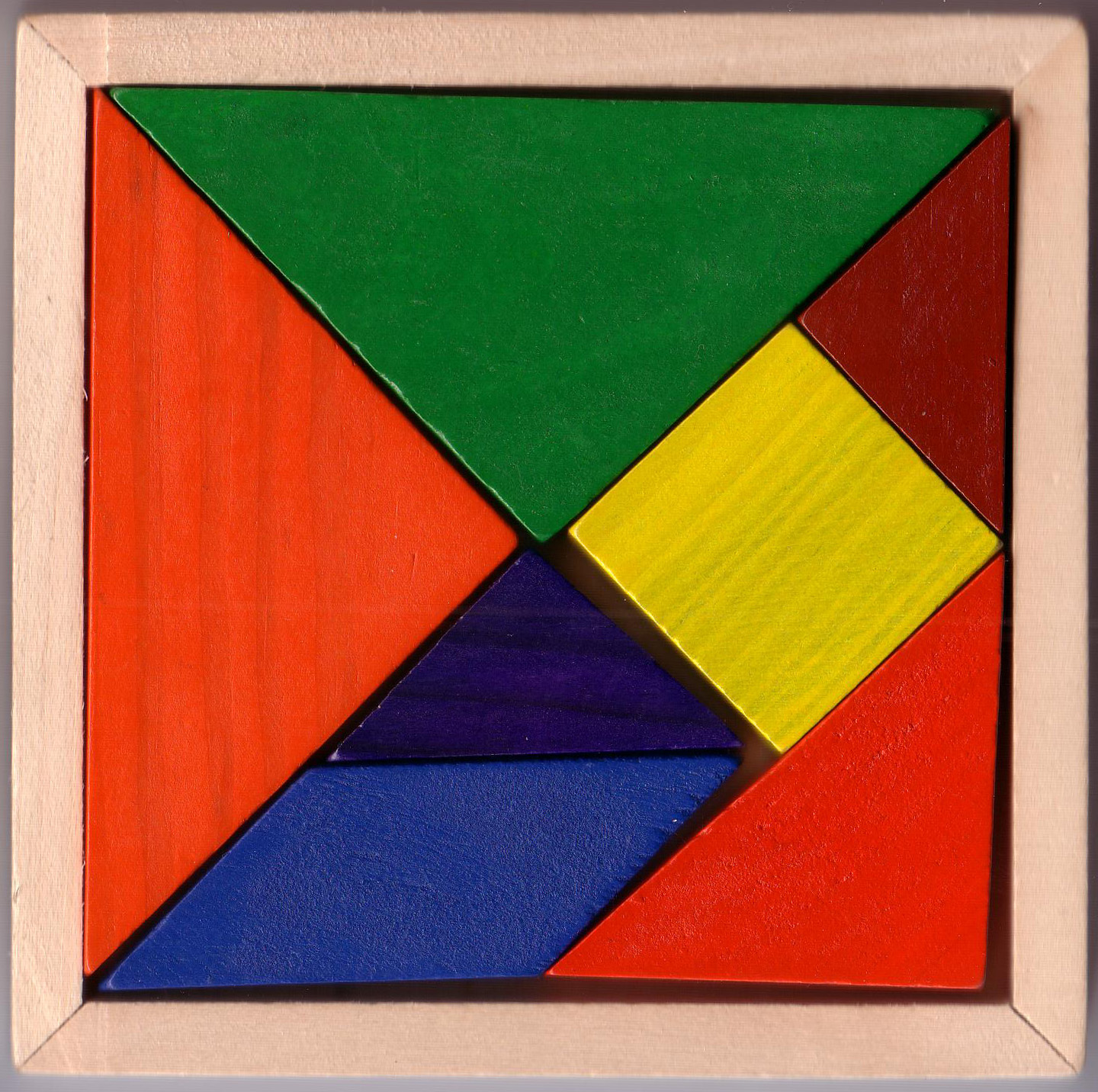
Які і більшість сучасних наборів, цей дерев'яний танграм зберігається у квадратній конфігурації.

Танграм (кит.: 七巧板; піньїнь: qī qiǎo bǎn; літ.: 'сім дощечок майстерності') — це головоломка, яка складається з семи гральних кісток — пласких геометричних фігур, які називають танами, що складаються у різні форми. Завдання головоломки — створити задану форму (на підставі лише обрису силуету) з використанням всіх семи танів, які заборонено накладати один на одного. Це одна з найбільш популярних головоломок такого типу у світі. Китайський психолог назвав танграм «найдавнішим психологічним тестом світу», хоча і створеним для розваги, а не для аналізу.

## Походження назви
Західна назва головоломки, танграм, швидше за все створена поєднанням двох слів, китайського слова танг, посилання на китайську династію Тан, та грецького слова грамма, синоніма кореня граф (напр., «графік»).

## Легенда
Згідно з легендою, одного разу чернець завдав своєму учню задачу здійснити подорож для того, щоб намалювати суть різноманітної краси світу тільки на одній керамічній дощечці. На жаль, дощечка розбилася на сім шматків і учень ніяк не міг її знову зібрати у квадратну форму.
Він намагався це зробити багато днів поспіль, намалював численні зразки та зображення. Наприкінці учень зрозумів: немає сенсу подорожувати в світ, бо легко можна знайти всю красу і різноманітність світу у семи шматках розбитої дощечки.

## Історія
Танграм є дуже старою китайською грою на гральних кістках, яка за однією з версій ймовірно була винайдена між VIII та IV століттям до н. е., а за іншою — значно пізніше — під час правління династії Сун.
Після того, як в Китаї почали друкувати книжки з танграмами, гра була завезена до Європи та Америки торговими кораблями на початку XIX століття, де стала дуже популярною на деякий час, та вдруге — під час Першої світової війни.

### Прибуття на Захід (1815-1820-ті роки)

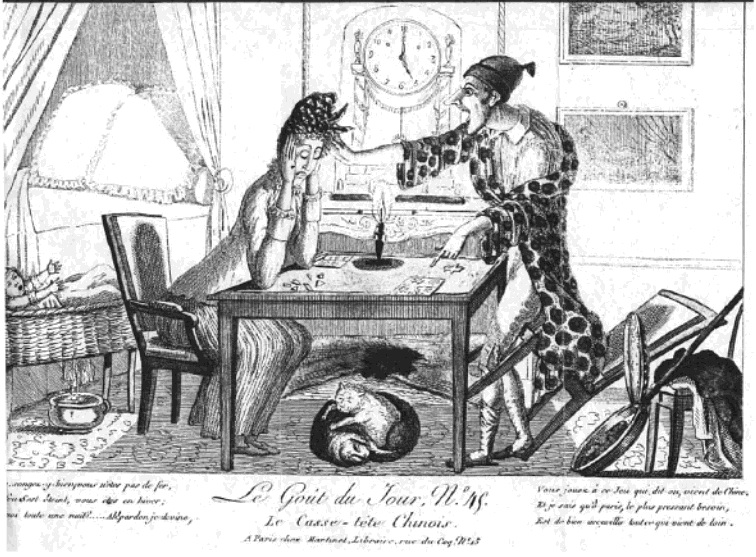
Французька карикатура 1818 року, коли захоплення танграмом було на піку. Напис: " 'Бережіть себе, бо Ви не сталеві. Вогонь майже згас, а надворі зима.' 'Я був зайнятий всю ніч. Дозвольте я Вам поясню. Ви граєте в цю гру, яка, подейкують, походить з Китаю. А я Вам кажу, зараз Парижу потрібно вітати те, що приходить здалеку.' "

В Америку танграм вперше було принесено в 1815 році капітаном М.Дональдсоном, якому в Кантоні подарували дві книги танграм авторства Sang-Hsia-koi. Перша книжка з танграмами в Америці була надрукована на підставі цих двох книжок.
Головоломка набула популярності завдяки Восьмій книзі Тана, вигаданій історії танграму, яка стверджувала, що гра була вигадана 4 000 років до того богом Таном. Книга включала 700 фігур, деякі з яких можливо вирішити.
Після цього, головоломка досягла Англії, де стала дуже популярною, і швидко поширилась на інші європейські країни. Це відбулось переважно завдяки двом британським книгам з танграмами: Модна китайська головоломка та книзі-доповненню з розв’язками, Ключ. Невдовзі набори танграм почали в значних кількості експортуватись з Китаю, де їх робили з різних матеріалів — скла, дерева, панцирів черепах.
Багато цих незвичних та дорогих наборів попали до Данії і данський інтерес до танграмів вистрелив близько 1818 року, коли було надруковано дві книги з цими головоломками. Перша з них — Мандарини, написана студентом Копенгагенського університету, нехудожній твір про історію та популярність танграмів. Друга — Нова китайська головоломка, що складалася з 339 головоломок, скопійованих з Восьмої книги Тана, і однієї оригінальної.
Фактором, який сприяв популярності гри у Європі, було те, що хоча римо-католицька церква і забороняла багато видів розваг у неділю і святі дні, вона не заперечувала проти таких головоломок, як танграм.

### Друга хвиля популярності (Німеччина та США, 1891–1920рр.)
Німецькій публіці танграми були вперше презентовані промисловцем Ф. А. Ріхтером, засновником фабрики Anker, у 1891 році. Як і інші головоломки фабрики (будівельні набори Anker), набори для танграму виготовлялись з каміння або штучної кераміки, та продавались під назвою «головоломка Anker».
На міжнародному рівні, Перша світова війна сприяла значному відновленню інтересу до цієї гри, в яку грали і вдома, і в окопах, усі сторони конфлікту. Протягом цього часу, гра деколи була відома під назвою «Сфінкс», як альтернатива до наборів «головоломок Anker».

### Третя хвиля популярності (Німеччина/Голландія, з 1976р.)
З середини 1970-х років почалося відновлення популярності гри, коли видавництво DuMont почало випускати кишенькові книжки з головоломками двома мовами — німецькою та голландською, в яких представлено близько 1600 фігур. Подібні ігри популярні і зараз, їх виготовляють і продають по всьому світі. Існують танграми українського виробництва[джерело?].

## Елементи (тани) головоломки
Якщо обрати одиницю вимірювання таким чином, що сім елементів можуть бути зібрані в квадрат зі стороною одиниця та площею — квадратна одиниця, то сім елементів будуть такими:
- 2 великих прямокутні трикутники (гіпотенуза {\displaystyle \scriptstyle {1}}, сторони {\displaystyle \scriptstyle {{\sqrt {2}}/2}}, площа {\displaystyle \scriptstyle {1/4}})
- 1 середній прямокутний трикутник (гіпотенуза {\displaystyle \scriptstyle {{\sqrt {2}}/2}}, сторони {\displaystyle \scriptstyle {1/2}}, площа {\displaystyle \scriptstyle {1/8}})
- 2 малих прямокутний трикутники (гіпотенуза {\displaystyle \scriptstyle {1/2}}, сторони {\displaystyle \scriptstyle {{\sqrt {2}}/4}}, площа {\displaystyle \scriptstyle {1/16}})
- 1 квадрат (сторони {\displaystyle \scriptstyle {{\sqrt {2}}/4}}, площа {\displaystyle \scriptstyle {1/8}})
- 1 паралелограм (сторони: {\displaystyle \scriptstyle {1/2}} та {\displaystyle \scriptstyle {{\sqrt {2}}/4}}, площа {\displaystyle \scriptstyle {1/8}})

Серед цих семи танів паралелограм є особливим, оскільки він не має осьової симетрії, а лише обертальну симетрію, і тому його дзеркальне зображення може бути отримано лише перевертанням цього елементу. Тому це єдиний тан, який при складанні певних фігур слід перевертати.

## Кількість конфігурацій

13 випуклих форм з набору танграм

Лише з текстів 19-го сторіччя було створено більше 6500 задач для танграму і поточне число весь час зростає. Однак, відомо, що кількість фігур є кінцевою.
Fu Traing Wang та Chuan-Chin Hsiung в 1942 році довели, що існує лише 13 опуклих конфігурацій танграму (тобто таких, в яких відрізок, проведений між двома будь-якими точками меж (ободу) конфігурації повністю проходить через тіло конфігурації).

## Парадокси
Парадокс танграму — це омана розсічення: дві фігури складаються з двох однакових наборів елементів, одна з яких здається точною підмножиною іншої. Одним з відомих парадоксів є «два монахи», створення якого приписується Генрі Дудені та який складається з двох схожих фігур, одна з яких має ногу, а друга — ні. Насправді нестача ноги компенсується у другій фігурі дещо більшим тілом.
Інший парадокс був запропонований Семом Лойдом у Восьмій книзі Тана:
Сьома та восьма фігури є містичними квадратами, побудованими з семи елементів: одна квадрат, а друга з відрізаним кутом, і при цьому задіяно всі сім елементів.

### Галерея парадоксів

Два монахи - схожі фігури, один без ноги.
Магічна чаша для гральних кубиків із Восьмої книги Тана (1903). Кожна з цих чаш створена з одних і тих же семи елементів, однак перша чаша - повна, а дві інші містять пустоти різної форми (зверніть увагу, що чаша зліва коротша за дві інші; та, що всередині, трохи ширша за ту, що справа).[21]
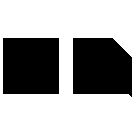
Обрізаний квадрат.

## Варіанти
Існує досить багато варіантів танграму. Деякі з них:
- трикутний танграм — прямокутник, розрізаний на три трикутники різного розміру. З трьох елементів можливо зібрати лише 16 фігур
- Т-головоломка — літера «T» з шириною а малюється на папері чи тонкій дощечці та розрізується: першим розрізом на три частини, другий розріз здійснюється паралельно першому на відстані а, що утворює всього 4 елементи.
- Остомахіон (Loculus Archimedicus) — квадрат, розрізаний на 14 елементів. Задача знайдена у рукописі з такою назвою; приписується Архімеду (знайдено копії арабською мовою та неповну — грецькою). Вважається, що гра давніша за рукопис, з елементів складали багато фігур — тварин і т. д. У рукописі Архімед розмірковував, скількома способами можливо скласти квадрат. У сучасні часи шляхом перебору було отримано результат — 17 152 способи.
- Яйце Колумба (головоломка) — головоломка, яка складається з 9 елементів, отриманих розрізанням форми, схожої на яйце, прямими лініями.

### Галерея варіантів

Т-головоломка (показано лінії побудови)
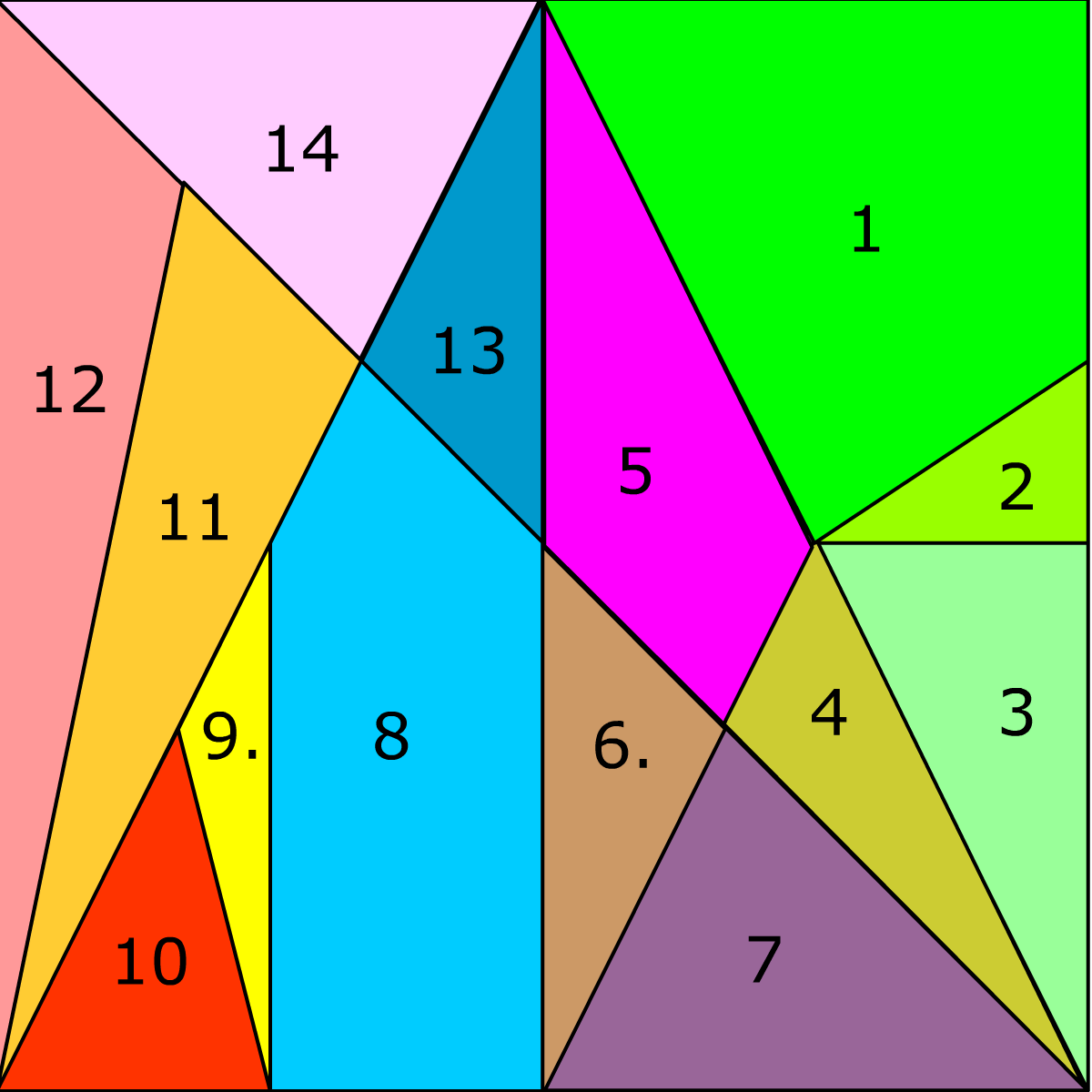
Остомахіон (один із варіантів складення у квадрат)
Яйце Колумба (показано лінії побудови)